# Psectrocladius conjugens
Psectrocladius conjugens är en tvåvingeart som först beskrevs av Lars Zakarias Brundin 1947.  Psectrocladius conjugens ingår i släktet Psectrocladius, och familjen fjädermyggor. Arten är reproducerande i Sverige.